# Green Bay Packers 1956
La stagione 1956 dei Green Bay Packers è stata la 36ª della franchigia nella National Football League. La squadra, allenata da Lisle Blackbourn, ebbe un record di 4-8, terminando quinta a pari merito nella Western Conference. Nel Draft NFL 1956 la squadra scelse due futuri Hall of Famer come Forrest Gregg e Bart Starr.

## Roster
| Roster dei Green Bay Packers nel 1956 |
| --- |
| Quarterback - Tobin Rote - Bart Starr Running Back - Al Carmichael - Fred Cone - Howie Ferguson - Joe Johnson - Jack Losch - Floyd Reid - Bill Roberts - Jack Spinks Wide Receiver - Billy Howton - Gary Knafelc Tight End {{{te}}} Offensive Linemen - Buddy Brown - Forrest Gregg - Larry Lauer - Jim Ringo - John Sandusky - Joe Skibinski - Bob Skoronski - Jerry Smith - Len Szafaryn Defensive Linemen - Emery Barnes - Nate Borden - Dave Hanner - Jerry Helluin - Don King - Gene Knutson - John Martinkovic Linebacker - Tom Bettis - Bill Forester - Roger Zatkoff Defensive Back - Billy Bookout - Jim Capuzzi - Bobby Dillon - Ken Gorgal - Hank Gremminger - Val Joe Walker - Glenn Young Special Team - Dick Deschaine |
| Legenda - I rookie sono in corsivo. - Il primo ruolo è il principale mentre gli eventuali successivi indicano i ruoli secondari. - (IR) sta per Injured Reserve ed indica la lista ristretta per un solo giocatore infortunato che può tornare ad allenarsi dopo la settimana 6 e a rientrare in prima squadra dopo che questa ha giocato 8 partite. - (NF-Inj.) / (NF-Ill.) stanno rispettivamente per Non-Football Injured e Non-Football Illness ed indicano le liste dove viene inserito un giocatore che ha un infortunio o una malattia non dipendente dal football americano. - (PUP) sta per Physically Unable to Perform ed indica la lista dove viene inserito un giocatore mentre è in attesa di recuperare la condizione fisica. Nella stagione regolare dopo la sesta partita giocata dalla propria squadra, il giocatore ha tempo tre settimane per riprendere ad allenarsi, più tre settimane aggiuntive dal suo rientro agli allenamenti per rientrare in prima squadra. |

## Calendario
| Stagione regolare |              |                        |           |        |                               |          |         |
| Turno             | Data         | Avversario             | Risultato | Record | Stadio                        | Pubblico | Sintesi |
| 1                 | 30 settembre | Detroit Lions          | S 16–20   | 0–1    | City Stadium                  | 24,668   | Recap   |
| 2                 | 7 ottobre    | Chicago Bears          | S 21–37   | 0–2    | City Stadium                  | 24,668   | Recap   |
| 3                 | 14 ottobre   | Baltimore Colts        | V 38–33   | 1–2    | Milwaukee County Stadium      | 24,214   | Recap   |
| 4                 | 21 ottobre   | Los Angeles Rams       | V 42–17   | 2–2    | Milwaukee County Stadium      | 24,200   | Recap   |
| 5                 | 28 ottobre   | at Baltimore Colts     | S 21–28   | 2–3    | Memorial Stadium              | 40,086   | Recap   |
| 6                 | 4 novembre   | Cleveland Browns       | S 7–24    | 2–4    | Milwaukee County Stadium      | 28,590   | Recap   |
| 7                 | 11 novembre  | at Chicago Bears       | S 14–38   | 2–5    | Wrigley Field                 | 49,172   | Recap   |
| 8                 | 18 novembre  | San Francisco 49ers    | S 16–17   | 2–6    | City Stadium                  | 17,986   | Recap   |
| 9                 | 22 novembre  | at Detroit Lions       | V 24–20   | 3–6    | Briggs Stadium                | 54,087   | Recap   |
| 10                | 2 dicembre   | at Chicago Cardinals   | V 24–21   | 4–6    | Comiskey Park                 | 22,620   | Recap   |
| 11                | 8 dicembre   | at San Francisco 49ers | S 20–38   | 4–7    | Kezar Stadium                 | 32,433   | Recap   |
| 12                | 16 dicembre  | at Los Angeles Rams    | S 21–49   | 4–8    | Los Angeles Memorial Coliseum | 45,209   | Recap   |

Note: gli avversari della propria conference sono in grassetto.

## Classifiche
| NFL Western Conference |   |   |   |      |     |     |     |     |
|                        | V | S | P | %    | DIV | PF  | PS  | STR |
| Chicago Bears          | 9 | 2 | 1 | .818 | 8–2 | 363 | 246 | V2  |
| Detroit Lions          | 9 | 3 | 0 | .750 | 8–2 | 300 | 188 | S1  |
| San Francisco 49ers    | 5 | 6 | 1 | .455 | 5–5 | 233 | 284 | V3  |
| Baltimore Colts        | 5 | 7 | 0 | .417 | 3–7 | 270 | 322 | V1  |
| Los Angeles Rams       | 4 | 8 | 0 | .333 | 3–7 | 291 | 307 | V2  |
| Green Bay Packers      | 4 | 8 | 0 | .333 | 3–7 | 264 | 342 | S2  |

Nota:  i pareggi non venivano conteggiati ai fini della classifica fino al 1972.